# Birger Edmar

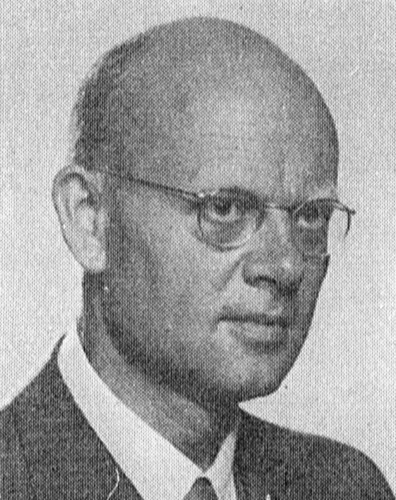
Birger Edmar

Birger Edvard Daniel Edmar, född 3 oktober 1901 i Malmö, död 28 januari 1995 i Danderyd, var en svensk latinist och lärare.

## Biografi
Efter studentexamen i Malmö 1919 bedrev Edmar studier vid Lunds universitet. Han blev fil. kand. 1922, fil. mag. 1927 och fil. dr 1931 på avhandlingen Studien zu den Epistulae ad Caesarem senem de re publica. Han blev lektor i latin och grekiska vid Högre allmänna läroverket i Växjö 1933, vid Malmö Latinskola 1938 och vid Statens normalskola i Stockholm 1956. Det var som latinlärare Edmar blev mest känd. Han skrev en lång rad läroböcker, men han gav också ut poesi och debattskrifter i teologiska ämnen. Han var den siste ordföranden i Förbundet Religion och kultur, som tidigare hette Sveriges Religiösa Reformförbund, från 1973 till 1980.

## Familj
Edmar var son till timmermannen Edvard Anton Eriksson (1862–1934) och dennes hustru Karolina Elisabet, född Andersson (1865–1939).  Paret fick fyra döttrar och en son. Birger Edmar gifte sig första gången 24 maj 1931 med med. kand. Solvig Hinnersson (1905–1992) men äktenskapet upplöstes den 10 februari 1947; tillsammans fick de tre söner. Edmar gifte sig andra gången 25 mars 1948 med Elsa Smith (1922–1994); tillsammans fick de två döttrar och en son. Makarna Edmar är begravda på Danderyds kyrkogård.